# Tour della nazionale maschile di rugby a 15 delle Figi 1957
Il  Tour della Nazionale di rugby a 15 di Figi del 1957 fu una serie di incontri di rugby disputati in terra neozelandese dalla nazionale figiana. I polinesiani ottennero 10 vittorie, 2 pareggi e 3 sconfitte per questo tour storico per la nazionale Figiana di Rugby Union in Nuova Zelanda. Da segnalare le due vittorie sui New Zealand Māori.

## Risultati
| Gisborne 13 luglio 1957 | Poverty Bay | 14 – 14 | Figi XV | Rugby Park |

| Tauranga 17 luglio 1957 | Bay of Plenty | 3 – 22 | Figi XV | Domain |

| Auckland 20 luglio 1957 | Auckland | 17 – 38 | Figi XV | Eden Park |

| Whangarei 24 luglio 1957 | North Auckland | 3 – 6 | Figi XV | Rugby Park |

| New Plymouth 27 luglio 1957 | Taranaki | 8 – 8 | Figi XV | Rugby Park |

| Taumarunui 31 luglio 1957 | King's Country | 26 – 14 | Figi XV | Domain |

| Palmerston North 3 agosto 1957 | Manawatu | 12 – 30 | Figi XV | Showgrounds Oval |

| Masterton 7 agosto 1957 | Wairarapa | 8 – 27 | Figi XV | Solway Showgrounds |

| Arbitro: | JP Davies (Wairarapa) |

|                                                                                        |           | |
| 19' m. Taniru Kite tr. Muru Walters 37' m. HW Phillips 54' m. M.Bevan tr. Muru Walters | Marcatori | 3' m. Levula tr. Uluiviti 12' m. Dawai tr. Uluiviti 28 ' m. Nabaro tr. Uluiviti 48' m. Tabaiwalu tr. Uluiviti 60' m. Levula tr. Uluiviti 64' m. Levula 70' m. Dawai tr. Uluiviti 77' m. Nabaro |

| Blenheim 14 agosto 1957 | Marlborough | 9 – 39 | Figi XV | Lansdowne Park |

| Greymouth 17 agosto 1957 | West Coast | 17 – 23 | Figi XV | Rugby Park |

| Invercargill 21 agosto 1957 | Southland | 13 – 8 | Figi XV | Rugby Park |

| Arbitro: | WH Fright (Canterbury) |

|                                                       |           |                                                                                                   |
| 22' m. Thos Katene tr. Muru Walters 48' m. HW Philips | Marcatori | 15' m. Nabaro tr. Uluiviti 30' c.p. Uluiviti 56' c.p. Uluiviti 32' m. Tabaiwalu 70' c.p. Uluiviti |

| Ashburton 28 agosto 1957 | Mid canterbury | 9 – 16 | Figi XV | Showgrounds |

| Christchurch 31 agosto 1957 | Canterbury | 22 – 16 | Figi XV | Lancaster Park Oval, |